# Reino de Prilep
El Señorío de Prilep (en serbio: Господство Прилепа, romanizado: Gospodstvo Prilepa), también conocido como Reino de Marko (en serbio: Област краља Марка, romanizado: Oblast kralja Marka) o Reino de Prilep (en macedonio y en búlgaro: Прилепско кралство), fue una de las provincias del Imperio serbio, centrado alrededor de la ciudad de Prilep y que cubría (principalmente) la región de Pelagonia y sus alrededores en las partes occidentales de la actual Macedonia del Norte. A mediados del siglo xiv, la región fue ocupada por Vukašin Mrnjavčević, quien en 1365 se convirtió en rey serbio y cogobernante del emperador serbio Esteban Uroš V. Después de la muerte del rey Vukašin en la batalla de Maritza en 1371, la región de Prilep fue heredada por su hijo y sucesor designado (rey joven) Marko Mrnjavčević, que tomó el título de rey. En ese momento, las capitales del reino serbio eran Skopie y Prizren, pero durante los años siguientes el rey Marko perdió el control efectivo sobre esas regiones y trasladó su residencia a Prilep. El rey Marko gobernó desde Prilep hasta su muerte en la batalla de Rovine en 1395. A finales del mismo año, todo el señorío fue conquistado por los turcos otomanos.

## Historia
Desde 1334, la ciudad de Prilep se hallaba bajo el dominio serbio y la región circundante estaba en poder del señor feudal Vukašin Mrnjavčević, quien fue coronado rey de los serbios y griegos en 1365 como cogobernante del último emperador de Serbia, Esteban Uroš V. Después de la muerte de ambos gobernantes en 1371, el hijo de Vukašin, Marko Mrnjavčević, que tenía el título de «rey joven» (rex iunior), se convirtió en el único monarca y tomó el título de rey serbio, pero su poder fue disputado por otros señores feudales que obtuvieron el control sobre otras regiones dejando a Marko solamente con las áreas en región macedonia del Vardar, centrado en Prilep.
El rey Marko siguió siendo el gobernante efectivo solo en la región de Prilep, y también fue reconocido nominalmente por algunos otros señores feudales en las zonas circundantes. Todos ellos, incluido Marko, se vieron obligados a rendir tributo a los invasores turcos otomanos. La región y la ciudad de Ohrid fueron gobernadas por el noble albanés Andrea Gropa como aliado de Vukašin hasta la muerte de este último en 1371, y ese año se independizó del señorío. También en 1371, el señorío perdió los territorios de Kastoriá, Prilep y Dibër ante Andrea Gropa y Andrea II Muzaka.
Desde que se convirtió en vasallo del sultán otomano, Marko se vio obligado a responder a su llamado en 1395 y participar en la batalla de Rovine, donde fue asesinado. Los otomanos aprovecharon la oportunidad para conquistar la región de Prilep, añadiendo su territorio al Sanjacado de Ocrida.
Dado que Marko, que se hacía llamar rey de los serbios, no redujo su título a Prilep ni a ninguna otra ciudad o región local, los historiadores han utilizado varios términos para su dominio. En la historiografía serbia, se le llama simplemente: Señorío del Rey Marko (en serbio: Област краља Марка) o Dominio del Rey Marko (en serbio: Држава краља Марка).

## Galería

Estados de los Balcanes Centrales que surgieron tras la disolución del Imperio serbio en el siglo xiv.
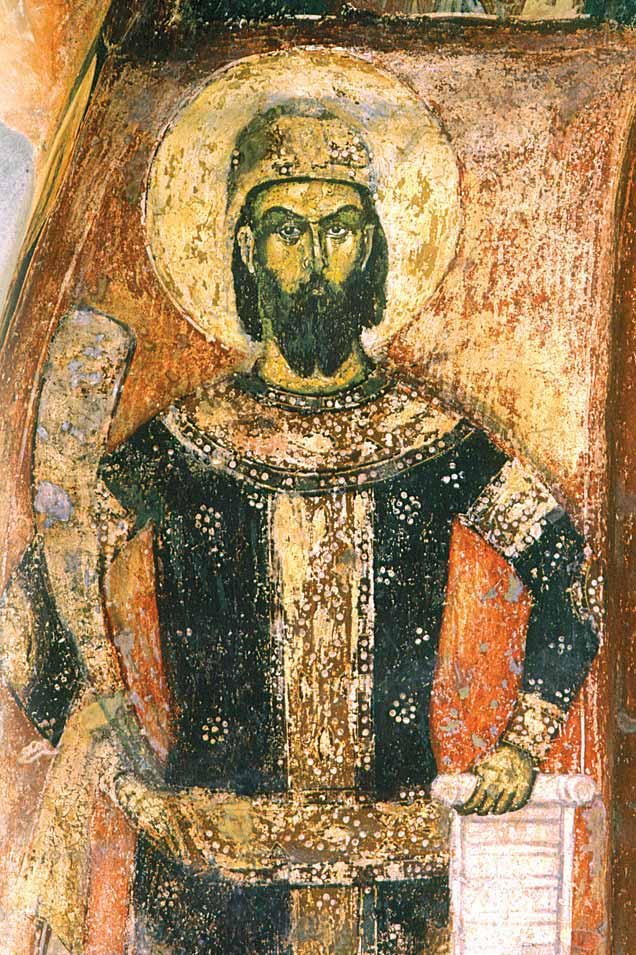
El rey serbio Marko, señor de Prilep (1371-1395).
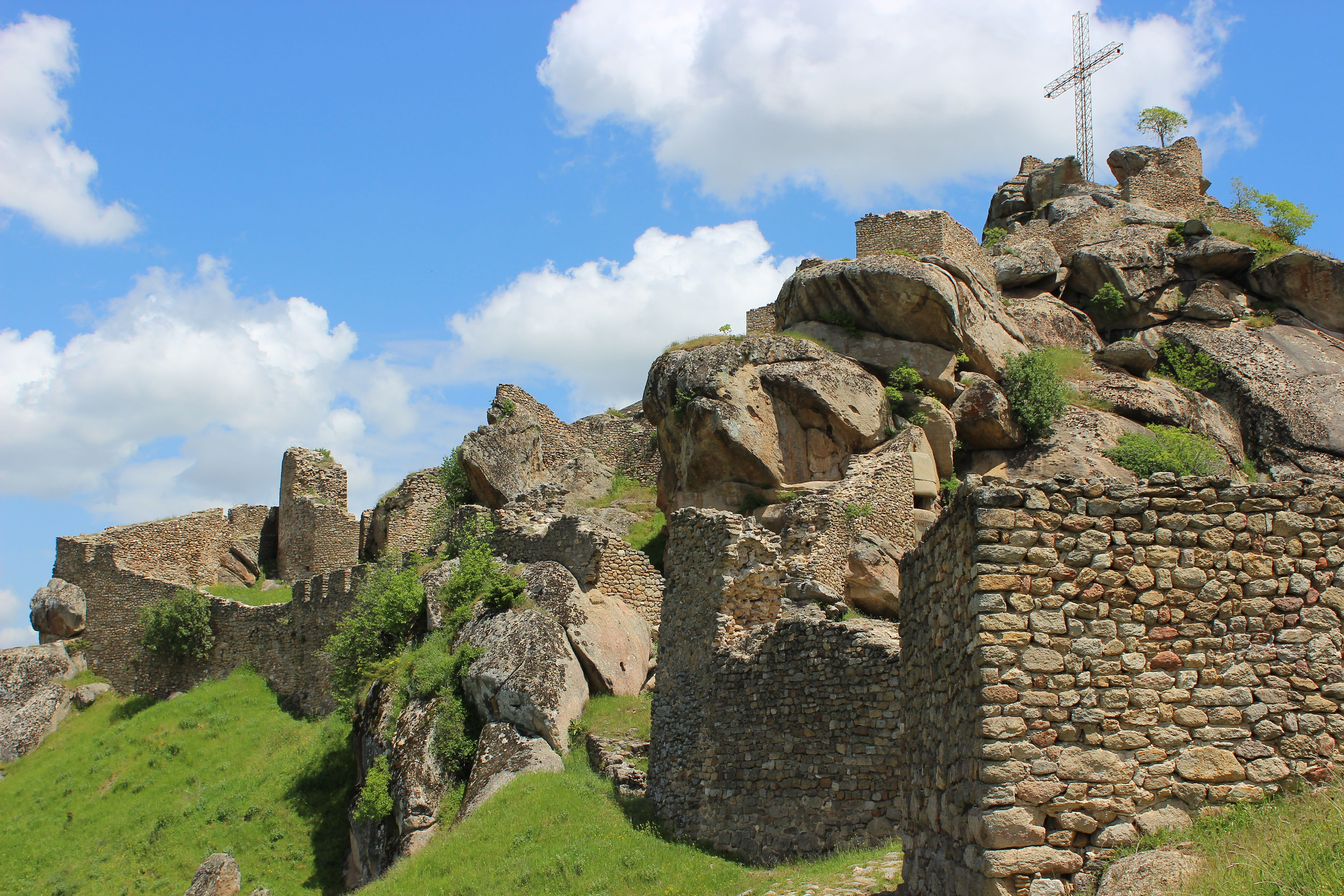
La fortaleza del rey Marko en Prilep.